# Simplicia aperta
Simplicia aperta är en fjärilsart som beskrevs av Louis Beethoven Prout 1929. Simplicia aperta ingår i släktet Simplicia och familjen nattflyn. Inga underarter finns listade i Catalogue of Life.